# Abtisam Mohamed
Abtisam Mohamed est une avocate et personnalité politique britannique, membre du Parti travailliste. Elle est élue députée de Sheffield Central lors des élections générales britanniques de 2024.
Arrivée au Royaume-Uni en 1982, Abtisam Mohamed débute comme travailleuse communautaire avant de diriger un cabinet d'avocats pour les personnes vulnérables. En 2010, elle rejoint le Parti travailliste pour lutter contre les politiques d'austérité et les coupes budgétaires.
En 2016, elle devient conseillère à Sheffield, se focalise sur l'éducation, les services aux jeunes et l'égalité raciale, et contribue à un projet de régénération économique pour sa communauté.
Le 4 juillet 2024, Abtisam Mohamed devient la première députée d'origine yéménite au Parlement britannique. Elle se concentre sur la réduction des inégalités, l'éducation, et les politiques environnementales, tout en critiquant l'affaiblissement des services locaux, appelant à des réformes politiques, et militant pour un cessez-le-feu à Gaza et une transition verte équitable.

## Biographie

### Enfance
Abtisam Mohamed arrive au Royaume-Uni depuis le Yémen en 1982 avec sa mère et sa sœur lorsqu'elle est enfant. Ils s'installent d'abord à Rotherham, puis déménagent à Sheffield pour retrouver son père, ouvrier sidérurgique arrivé dans les années 1970, tout comme son grand-père qui y travaille dans l'industrie sidérurgique depuis les années 1960.
Elle est la deuxième d'une famille de huit enfants, provenant d'un milieu traditionnel et conservateur où les femmes et les filles ont peu de pouvoir. À l'adolescence, elle cherche à suivre le chemin de ses amies et remet en question ces restrictions. Cette prise de position face aux contraintes familiales crée des tensions avec ses parents.  

### Carrière professionnelle
Après un séjour au Yémen, Abtisam Mohamed obtient les qualifications pour devenir enseignante puis avocate. Elle commence sa carrière en tant que travailleuse communautaire, aidant les gens et développant divers projets de soutien pour les jeunes, la santé mentale, et les personnes âgées. 
En tant qu'avocate, elle dirige un cabinet avec une collègue, se concentrant sur les personnes vulnérables. Face aux impacts négatifs des politiques d'austérité sur les communautés, elle se tourne vers la politique.

### Carrière politique
En 2010, Abtisam Mohamed rejoint le Parti travailliste en réponse aux politiques d'austérité de la coalition conservateurs-libéraux-démocrates, qui touchent durement les services publics locaux comme les bibliothèques et les crèches. Elle se lance dans le militantisme, participe activement aux campagnes locales contre les coupes budgétaires.
En 2016, elle devient conseillère et se concentre sur les politiques éducatives, les services à la jeunesse et l'égalité raciale. Elle contribue à la Commission pour l'égalité raciale de Sheffield, créée en réponse au mouvement Black Lives Matter, et travaille sur un projet de régénération économique pour son quartier, visant à dynamiser la communauté locale et soutenir les entreprises.
Le 4 juillet 2024, Abtisam Mohamed, est élue députée de Sheffield Central. Elle devient la première personne d'origine yéménite à siéger au Parlement britannique, succédant au député Paul Blomfield,. Elle remporte la circonscription avec 16 569 voix et une majorité de plus de 50 %, ce qui porte le parti travailliste à six sièges dans la ville.  
En tant que députée, elle se consacre à réduire les inégalités par des investissements et la réponse aux besoins des électeurs, avec une priorité particulière pour l'éducation, tout en dénonçant la diminution des financements dans ce secteur. Elle soutient des politiques respectueuses de l'environnement, critique le gouvernement actuel pour l'affaiblissement des services locaux, et appelle à des réformes politiques, incluant la réforme de la deuxième chambre, du système de vote, et le renforcement des pouvoirs et du financement des autorités locales. Elle milite également pour un cessez-le-feu à Gaza, le retour des otages, et la reconnaissance de l'État palestinien. Inspirée par l'histoire familiale dans les aciéries de Sheffield, elle plaide pour une transition verte équitable pour les travailleurs des industries à forte intensité de carbone, en soutenant une mise à niveau des compétences pour faciliter leur passage aux énergies renouvelables,. 